# 호리병벌아과

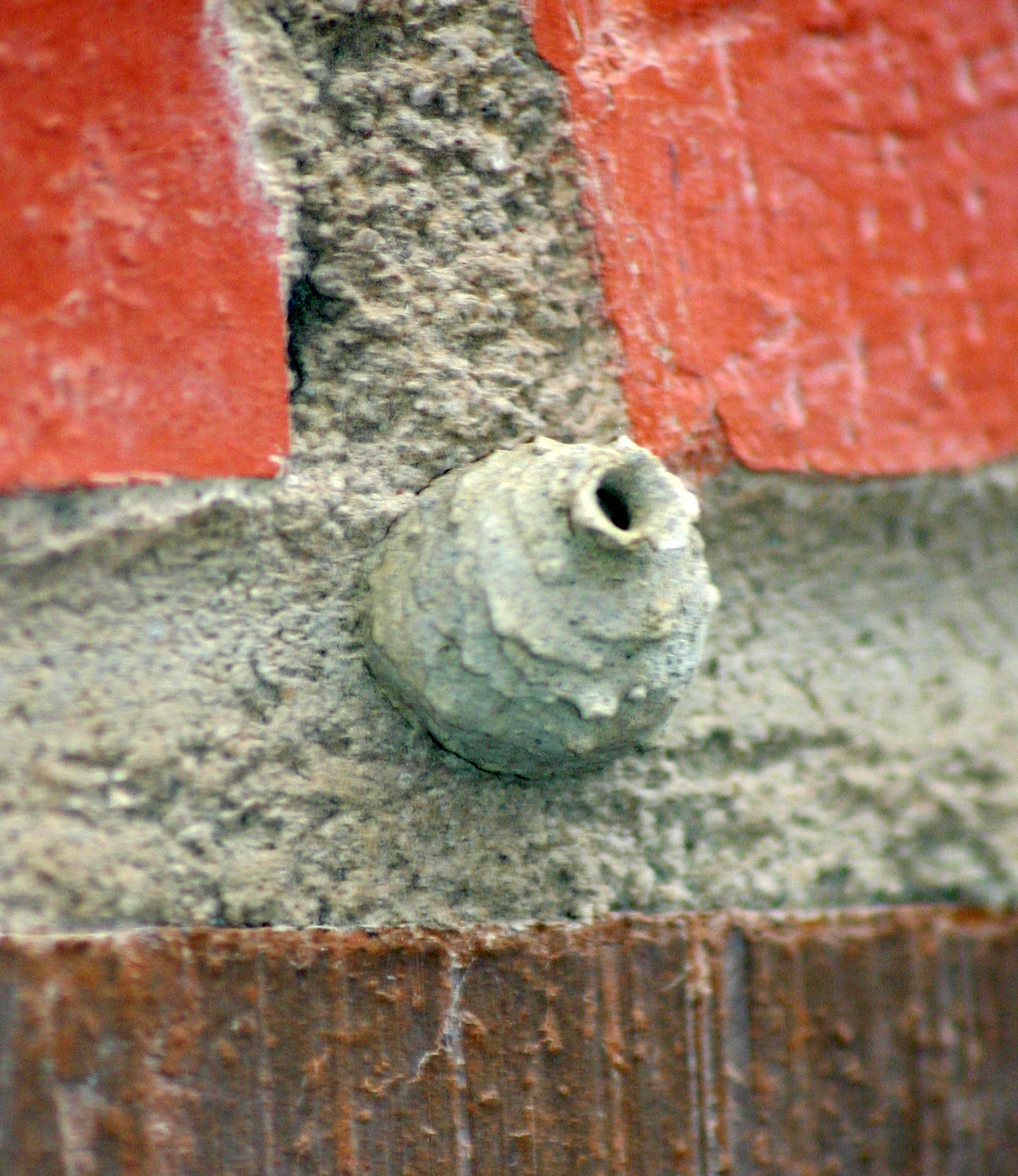
호리병벌집

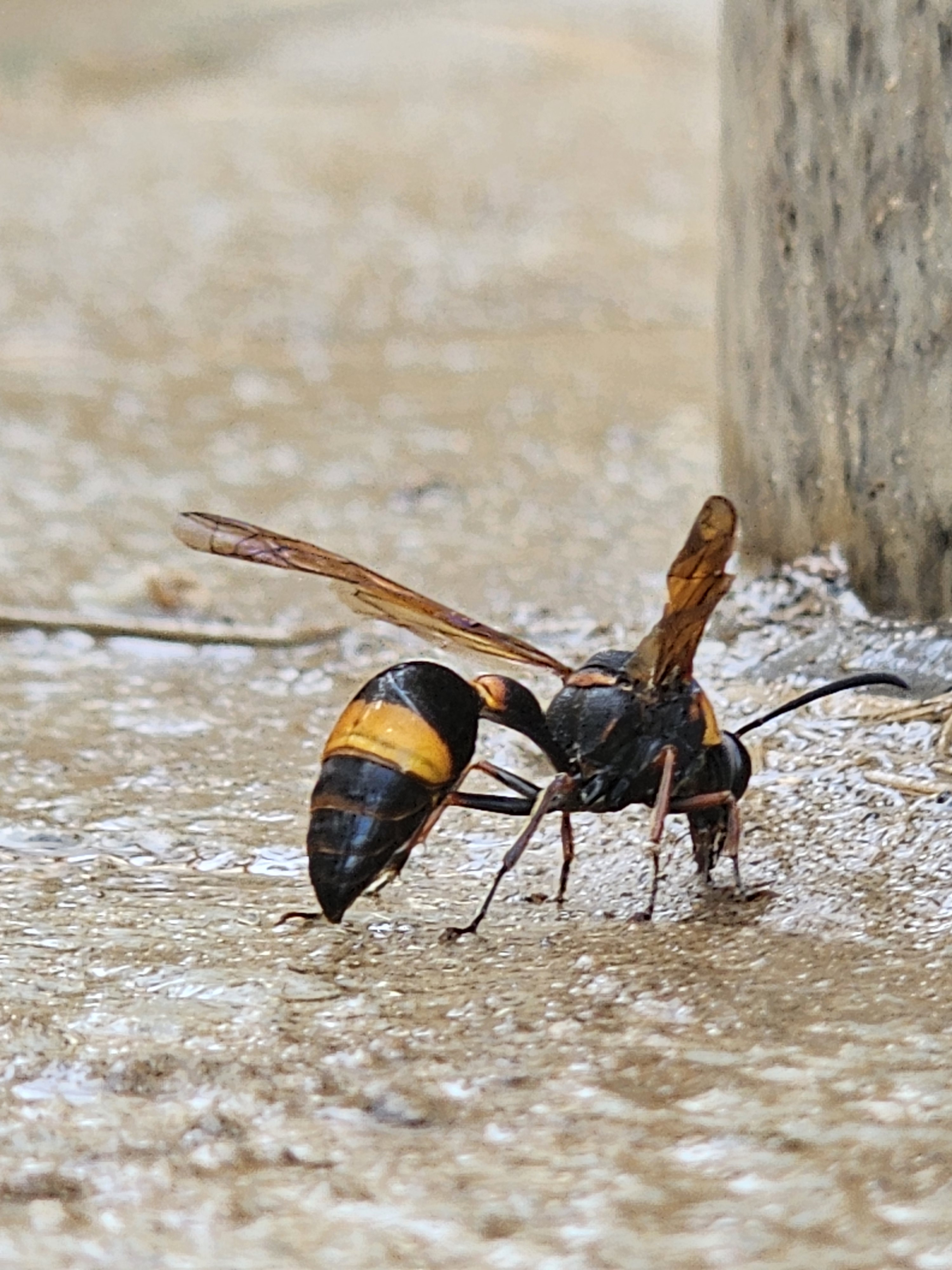
물마시는 호리병벌

호리병벌아과는 말벌과의 하위 분류이다. 진흙으로 둥지를 만드는 벌들을 포함한다. 다 자란 어미는 진흙으로 호리병 모양의 둥지를 만들고, 애벌레의 먹이인 나방 애벌레를 잡아놓는다. 알에서 깨어난 애벌레는 어미가 잡아놓은 먹이를 먹고자란다.